# Gheorghe Popovici
Gheorghe Popovici (ur. 4 maja 1938 w Kiszyniowie) – rumuński zapaśnik walczący w stylu klasycznym. Dwukrotny olimpijczyk. Siódmy w Rzymie 1960 i odpadł w eliminacjach w Tokio 1964. Walczył w kategorii 87 – plus 87 kg.
Brązowy medalista mistrzostw świata w 1961; czwarty w 1958 i 1963. Trzeci na mistrzostwach Europy w 1967 roku.